# Manganina

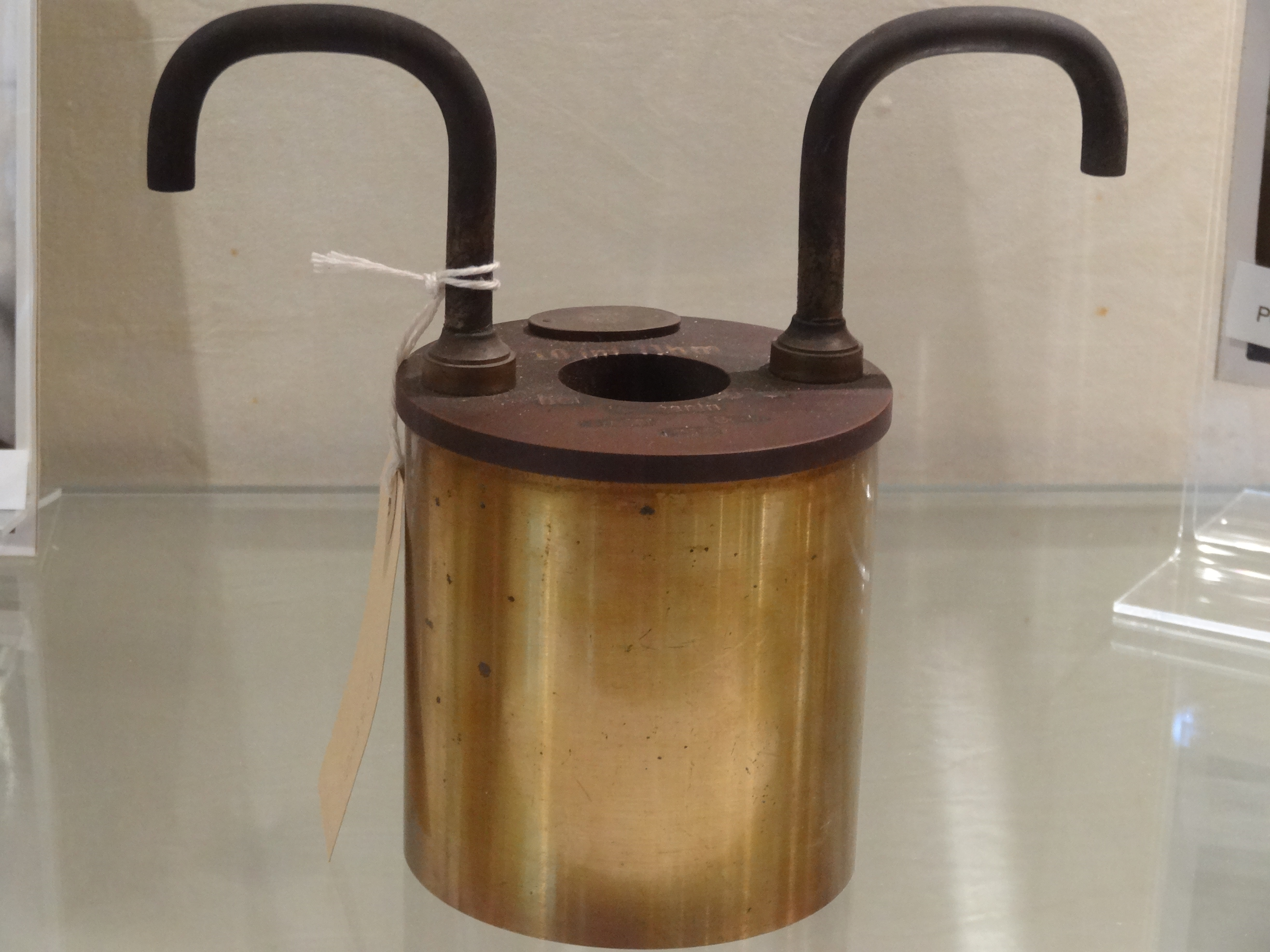
Resistència amb manganina (1900)

La manganina (manganin en anglès) és una marca registrada per un aliatge de típicament 84% de coure, 12% de manganès, i 4% de níquel. Va ser desenvolupat per primera vegada per Edward Weston el 1892, millorant el seu Constantan (1887).
El full de manganina i el cable es fan servir per a fabricar resistències a causa del seu zero de coeficient de temperatura de resistència elèctrica i estabilitat a llarg termini. El fil de manganina també s'usa con conductor elèctric en sistemes criogènics.
La manganina també s'utilitza en indicadors per a estudis d'ones de xoc d'alta pressió (com els generats a partir de la detonació d'explosius).